# John Henry Anderson

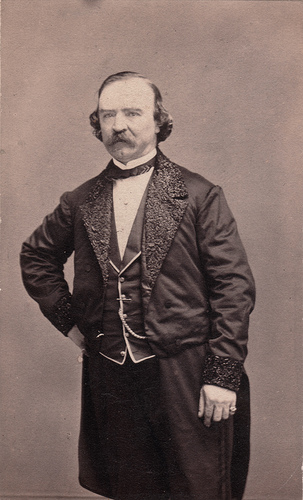
John Henry Anderson, the Wizard of the North

John Henry Anderson, eigentlich John Anderson (* 16. Juli 1814 in Craigmyle, Aberdeenshire, Schottland; † 3. Februar 1874 in Darlington, England) war ein schottischer Zauberkünstler, Erfinder und Autor.

## Leben
Er war das älteste von insgesamt sieben Kindern. Beeinflusst von der eigenwilligen schottischen Landschaft wuchs der junge Anderson bereits als kleiner Junge mit einem Hang zum Mystischen auf. Mit zehn Jahren wurde er Waise und musste sich um seine Geschwister kümmern.
Mit 16 schloss er sich einer Schauspielertruppe an, die er jedoch schon ein Jahr später verließ, um als Zauberkünstler aufzutreten.
1837 gastierte er auf dem Schloss von Lord Panmure, der von ihm derart begeistert war, dass er ihm einen Referenzbrief schrieb, der für die folgende Karriere von Anderson ausschlaggebend war. Er startete eine drei Jahre dauernde Tournee durch Schottland und England. 1840 ging er nach London und trat im New Strand Theatre auf. In dieser Zeit erhielt er seinen Beinamen: The Great Wizard of The North.
Zu den bekanntesten Nummern von Anderson gehörte der Kugelfang: eine gekennzeichnete Gewehrkugel wird auf ihn abgefeuert, die er jedoch scheinbar mit dem Mund auffängt.
1849 gastierte er vor Queen Victoria und Prince Albert. Anschließend tourte er durch Amerika, Kanada, Australien und Hawaii.
1854 gab Anderson eine Abschiedsvorstellung in Aberdeen, die jedoch so erfolgreich war, dass er sich entschloss, weiter aufzutreten. Er war ein engagierter Aufklärer von spiritistischen Phänomenen und entlarvte etliche Betrüger.

## Verdienst
Andersons Auftritten in Theatern ist es zu verdanken, dass sich die Zauberkunst von der Straßenkunst zur Bühnenkunst entwickeln konnte. Oftmals wird dieses Verdienst dem Franzosen Jean Eugène Robert-Houdin zugeschrieben, der jedoch nachweislich erst 1845 begann, in Theatern zu spielen.

## Veröffentlichung
- The Fashionable Science of Parlour Magic. um 1800. (mehrere Auflagen, nachgewiesen sind Auflagen von 1841 und 1843)

## Nachweise
1. ↑  Constanze Pole Bayer: The Great Wizard of The North. 1990, Kapitel 1.
2. ↑  Constanze Pole Bayer: The Great Wizard of The North. 1990, Kapitel 3.
3. ↑  Milbourne Christopher: The Illustrated History of Magic. 1973, ISBN 0-690-43165-1.
4. ↑  Edwin A. Dawes: The Great Illusionists. 1979, ISBN 0-7153-7773-6.
5. ↑  Milbourne Christopher: Panorama of Magic. 1962.

| Personendaten    | Personendaten                                   |
| ---------------- | ----------------------------------------------- |
| NAME             | Anderson, John Henry                            |
| ALTERNATIVNAMEN  | Anderson, John (wirklicher Name)                |
| KURZBESCHREIBUNG | schottischer Zauberkünstler, Erfinder und Autor |
| GEBURTSDATUM     | 16. Juli 1814                                   |
| GEBURTSORT       | Craigmyle, Aberdeenshire, Schottland            |
| STERBEDATUM      | 3. Februar 1874                                 |
| STERBEORT        | Darlington, England                             |